# Neocompsa mendezi
Neocompsa mendezi är en skalbaggsart som beskrevs av Giesbert 1998. Neocompsa mendezi ingår i släktet Neocompsa och familjen långhorningar.
Artens utbredningsområde är Guatemala. Inga underarter finns listade i Catalogue of Life.